# Daniel Maynadier Henry
Daniel Maynadier Henry (ur. 19 lutego 1823, zm. 31 sierpnia 1899) – amerykański polityk związany z Partią Demokratyczną. W latach 1877–1881 był przedstawicielem pierwszego okręgu wyborczego w stanie Maryland w Izbie Reprezentantów Stanów Zjednoczonych.